# Mukesh
Mukesh, pseudonimo di Mukesh Chand Mathur (Delhi, 22 luglio 1923 – Detroit, 27 agosto 1976), è stato un cantante indiano, attivo come cantante in playback per il cinema.

## Filmografia parziale
- Dukh Sukh (1942)

Cantante in playback:

- Anari (1959)
- Jis Desh Men Ganga Behti Hai (1960)
- Dil Apna Aur Preet Parai (1960)
- Sangam (1964)
- Pehchan (1970)
- Be-Imaan (1972)
- Roti Kapada Aur Makaan (1974)
- Rajnigandha (1974)
- Kabhie Kabhie (1976)

## Premi
- Filmfare Awards
  - 1960: "Best Playback Singer"
  - 1971: "Best Playback Singer - Male"
  - 1973: "Best Playback Singer - Male"
  - 1977: "Best Playback Singer - Male"
- National Film Awards
  - 1975: "Best Playback Singer (Male)"